# Marko Pantermöller
Marko Pantermöller (* 12. Mai 1970 in Lübz, Mecklenburg) ist ein deutscher Fennist und Skandinavist. Er ist derzeit Lehrstuhlinhaber für Fennistik an der Universität Greifswald.

## Leben
Pantermöller studierte Fennistik und Skandinavistik an der Universität Greifswald sowie in Helsinki sowohl an der Hanken Svenska handelshögskolan und der Helsingin yliopisto. Er war Stipendiat der Friedrich-Ebert-Stiftung.
2002 wurde Pantermöller an der Universität Greifswald mit der Dissertationsschrift Die Problemgeschichte der sprachpflegerisch-lexikalischen Beurteilung, Klassifizierung und orthographischen Integration von Fremdwörtern im Finnischen, für die er den Promotionspreis des Jahres 2002 erhielt, promoviert. Im Jahre 2008 erfolgte seine Habilitation mit der Schrift Studien zu Aspekten der Abessivität in der finnischen Schriftsprache des 16.-19. Jahrhunderts. Daraufhin erfolgte die Verleihung der Venia legendi (Privatdozentur) für das Fachgebiet Fennistik (Sprach- und Literaturwissenschaft) an der Ernst-Moritz-Arndt-Universität Greifswald. Nach Tätigkeiten als wissenschaftlicher Mitarbeiter, wissenschaftlicher Assistent sowie Vertretungsprofessor wurde er 2010 zum Lehrstuhlinhaber für Fennistik an der Universität Greifswald berufen. Pantermöller verfügt darüber hinaus auch in Finnland über den Status eines Hochschullehrers, da er im Jahr 2013 zum dosentti (englisch Adjunct Professor) für das Fachgebiet Finnische Sprache (Suomen kieli) an der Universität Turku ernannt wurde.

## Forschung und Lehre
Pantermöller lehrt sowohl Sprach-, Literatur- als auch Übersetzungswissenschaft. Zu seinen Schwerpunkten gehören die Sprachplanung und Sprachpflege, Sprachideologie und -politik, Orthografie, Übersetzungstheorie und -kritik sowie die Sprachkontakt- und Sprachwandelforschung; vornehmlich in Bezug auf das Finnische. Wie in seiner Habilitationsschrift berührt er in der Lehre auch die kleineren ostseefinnischen Sprachen.
Pantermöller leitete die Konzeption des integrierten Studiengangs SPRACHLICHE VIELFALT. Linguistik anglophoner, baltischer, finnischer, skandinavischer und slawischer Kulturen und ist als Studiengangssprecher tätig.

## Mitgliedschaften
Pantermöller ist Mitglied in zahlreichen wissenschaftlichen Vereinigungen. 2010 wurde er zum korrespondierenden Mitglied der Suomalaisen Kirjallisuuden Seura ernannt. Derzeit gehört Pantermöller dem Editorial Board der finnischen Fachzeitschrift Sananjalka (Turku) an. Bis 2017 war er darüber hinaus im Editorial Board der Fachzeitschrift Virittäjä (Helsinki) tätig.
Pantermöller ist geschäftsführender Vorstand der Hans Werner Richter-Stiftung und einer von zwei Festivalleitern des Nordischen Klangs, des größten alljährlich in Deutschland stattfindenden Festivals für nordeuropäische Kultur außerhalb Skandinaviens und Finnlands.

## Ehrungen
- 2018: Ritterkreuz I. Klasse des Ordens des Löwen von Finnland[5]
- 2017: Eintragung in das Goldene Buch der Universitäts- und Hansestadt Greifswald[6]

## Schriften (Auswahl)
- Zur orthographischen Integration von Fremdwörtern im Finnischen. Harrassowitz, Wiesbaden 2003, ISBN 3-447-04743-7.
- Der finnische Abessiv. Kasus zwischen spontanem Wandel und gezielter Sprachplanung. Harrassowitz, Wiesbaden 2010, ISBN 978-3-447-06409-5.
- mit Stephan Kessler Hrsg.: Sprachpflege in der Übersetzungspraxis. Beiträge zur Praxis der Sprachpolitik in kleineren Sprachgemeinschaften. (= Language Competence and Language Awareness in Europe. Bd. 3). Peter Lang, Frankfurt am Main 2011, ISBN 978-3-631-60050-4.
- mit Marja Järventausta (Hrsg.): Finnische Sprache, Literatur und Kultur im deutschsprachigen Raum – Suomen kieli, kirjallismus ja kultuuri saksankielisellä alueella. Harrassowitz, Wiesbaden 2013, ISBN 978-3-447-06938-0.
- mit Riitta Pyykkö, Mikko Tolonen, Kimmo Levä, Seija Mahlamäki-Kultanen, Torsten Pettersson, Sini Saarinen und Mira Huusko: Humanistisen alan korkeakoulutuksen arviointi. Tampere: Opetushallitus, Kansallisen koulutuksen arviointikeskus 2020, ISBN 978-952-206-568-1.
- mit Stephan Kessler Hrsg.: The Social Status of Languages in Finland and Lithuania – A Plurimethodological Empirical Survey on Language Climate Change. (= Language Competence and Language Awareness in Europe. Bd. 11). Peter Lang, Berlin u. a. 2020, ISBN 978-3-631-79674-0.
- mit Marja Järventausta, Leena Kolemainen und Pekka Kujamäki (Hrsg.): Kontakte, Kontraste und Kooperationen: Begegnungen zwischen Finnland und dem deutschsprachigen Raum. (= Mémoires de la Société Néophilologique de Helsinki Tome CVIII). Société Néophilologique, Helsinki 2022, ISBN 978-951-9040-66-0.
- mit Leena Kolehmainen, Marja Järventausta und Pekka Kujamäki (Hrsg.): Texte, Traditionen und Transformationen: Begegnungen zwischen Finnland und dem deutschsprachigen Raum[7] (= Mémoires de la Société Néophilologique de Helsinki Tome CX). Société Néophilologique, Helsinki 2023, ISBN 978-951-9040-69-1.